# Wartkowice (gmina)
Wartkowice (do 1954 gmina Gostków) – gmina wiejska w województwie łódzkim, w powiecie poddębickim. W latach 1975–1998 gmina położona była w województwie sieradzkim.
Siedziba gminy to Wartkowice. 
Budynek urzędu gminy zlokalizowany jest przy ul. Targowej 25. Przed otwarciem nowej siedziby, urząd gminy znajdował się w Starym Gostkowie.
Według danych z 30 czerwca 2004 gminę zamieszkiwało 6435 osób.

## Struktura powierzchni
Według danych z roku 2002 gmina Wartkowice ma obszar 141,8 km², w tym:
- użytki rolne: 81%
- użytki leśne: 10%

Gmina stanowi 16,1% powierzchni powiatu.

## Demografia

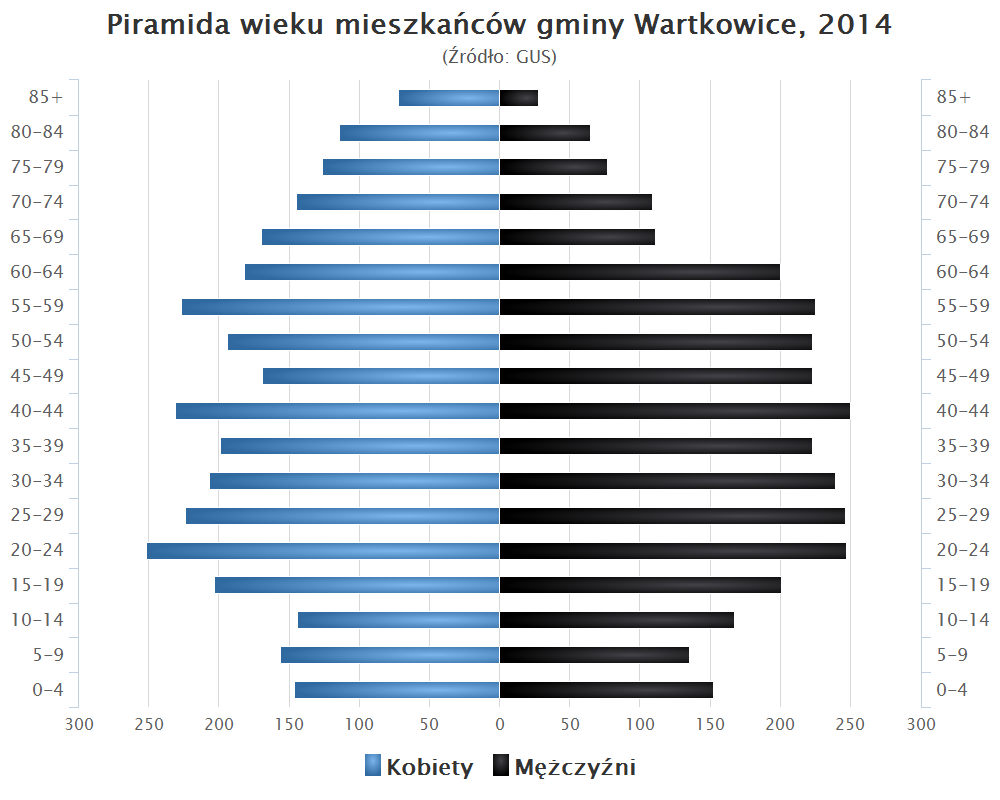
Piramida wieku mieszkańców gminy Wartkowice w 2014 roku

Dane z 30 czerwca 2004:
| Opis                              | Ogółem | Ogółem | Kobiety | Kobiety | Mężczyźni | Mężczyźni |
| --------------------------------- | ------ | ------ | ------- | ------- | --------- | --------- |
| jednostka                         | osób   | %      | osób    | %       | osób      | %         |
| populacja                         | 6435   | 100    | 3265    | 50,7    | 3170      | 49,3      |
| gęstość zaludnienia (mieszk./km²) | 45,4   | 45,4   | 23      | 23      | 22,4      | 22,4      |

## Sołectwa
Biała Góra, Biernacice, Bronów, Bronówek, Chodów, Drwalew, Dzierżawy, Grabiszew, Kiki, Kłódno, Konopnica, Krzepocinek, Łążki, Mrówna, Ner, Nowa Wieś, Nowy Gostków, Orzeszków-Starzyny, Parądzice, Pauzew-Borek, Pełczyska, Plewnik, Polesie, Powodów Trzeci, Saków, Sędów, Spędoszyn, Spędoszyn-Kolonia, Stary Gostków, Sucha (Sucha Dolna i Sucha Górna), Światonia, Truskawiec, Tur, Ujazd, Wartkowice, Wierzbowa, Wola-Dąbrowa, Wólka, Wólki, Zalesie, Zelgoszcz.

## Pozostałe miejscowości
Brudnówek, Jadwisin, Lewiny, Nasale, Plewnik Pierwszy, Powodów Pierwszy, Powodów Drugi, Starzyny, Wierzbówka, Wilkowice, Wola Niedźwiedzia, Wólki (kolonia), Zacisze, Zawada.

## Sąsiednie gminy
Dalików, Łęczyca, Parzęczew, Poddębice, Świnice Warckie, Uniejów